# Ochotona spanglei
Ochotona spanglei — це вимерлий вид пискух, відомий за скам'янілостями пізнього міоцену — раннього пліоцену в Орегоні (США). Скам'янілості також були знайдені в Небрасці під назвою Ochotona cf. spanglei.
Ochotona spanglei — це найдавніша відома пискуха, яка населяла Північну Америку. Пискуха прийшла на межі міоцену і пліоцену з Євразії.